# Lohivaaran - Matarasuon alue
Lohivaaran - Matarasuon alue este o arie protejată (arie specială de conservare — SAC, sit de importanță comunitară — SCI) din Finlanda întinsă pe o suprafață de 669 ha, integral pe uscat.

## Localizare
Centrul sitului Lohivaaran - Matarasuon alue este situat la coordonatele 65°13′58″N 28°15′28″E / 65.2328°N 28.2578°E.

## Înființare
Situl Lohivaaran - Matarasuon alue a fost declarat sit de importanță comunitară în august 1998 pentru a proteja 2 specii de plante și 2 specii de animale. Situl a fost protejat și ca arie specială de conservare în aprilie 2015.

## Biodiversitate
Situată în ecoregiunea boreală, aria protejată conține 10 habitate naturale: Lacuri și iazuri distrofice naturale, Cursuri de apă de la nivel de câmpie la nivel montan, cu vegetație Ranunculion fluitantis și Callitricho-Batrachion, Mlaștini turboase de tranziție și turbării mișcătoare, Izvoare fino-scandinave și mlaștini produse de izvoare bogate în minerale, Izvoare petrifiante cu formare de travertin (Cratoneurion), Mlaștini alcaline, Turbării Aapa, Taiga vestică, Păduri fino-scandinave bogate în ierburi cu Picea abies, Mlaștini împădurite.
La baza desemnării sitului se află mai multe specii protejate:
- plante (2): Diplazium sibiricum, ochii-șoricelului (Saxifraga hirculus)
- mamifere (2): vidră de râu (Lutra lutra), veveriță zburătoare siberiană (Pteromys volans)

Pe lângă speciile protejate, pe teritoriul sitului au mai fost identificate 35 de specii de plante, 1 specie de păsări, 4 specii de pești.